# Sanger (Kalifornia)
Sanger város az USA Kalifornia államában, Fresno megyében. Lakosainak száma 26 617 fő (2020. április 1.).

## Népesség
A település népességének változása:

| 2010 | 24 270 |
| 2020 | 26 617 |